# Vùng H II

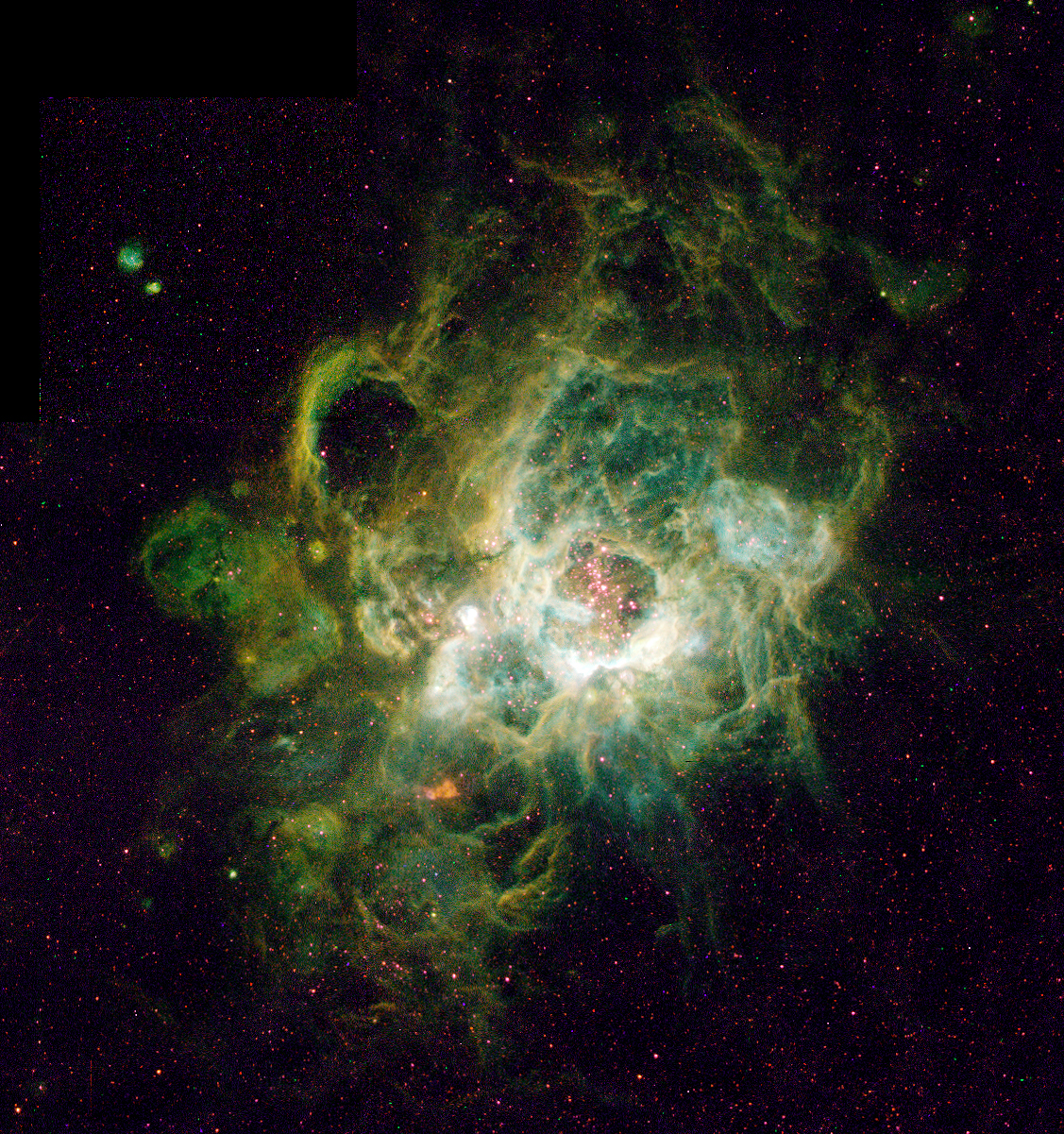
NGC 604, một vùng H II khổng lồ trong Thiên hà Tam Giác

Vùng H II là một đám mây sáng lớn mà vật chất chủ yếu ở thể khí và plasma với mật độ tập trung thấp. Tại đó, giai đoạn hình thành các tổ hợp sao đang được diễn ra. Các ngôi sao khổng lồ trẻ màu xanh với nhiệt độ bề mặt cao trong vùng H II phát ra lượng lớn tia cực tím, làm ion hóa và nung nóng các đám khí bao quanh chúng.
Vùng H II đôi khi lớn đến hàng trăm năm ánh sáng và thường kết hợp với các đám mây phân tử khổng lồ để hình thành các hệ thống sao, và từ đó các ngôi sao sẽ đóng góp lại vật chất vào vùng này.
Vùng H II đầu tiên được khám phá vào năm 1610 bởi Nicolas-Claude Fabri de Peiresc và được đặt tên là Tinh vân Lạp Hộ
Do chứa lượng lớn các nguyên tử hydro bị ion hóa nên các nhà thiên văn gọi chúng là vùng H II (phân biệt với vùng H I chứa chủ yếu các nguyên tử hydro trung hòa điện tích và các phân tử hydro H2). Các vùng H II có hình thái khác nhau do sự phân bố các ngôi sao và khí không đồng nhất. Chúng thường hiện ra với hình dạng đám mây và các sợi, thỉnh thoảng lại có hình dạng đặc biệt như tinh vân Đầu Ngựa.
Vùng H II có thể sản sinh ra hàng nghìn ngôi sao trong chu kỳ vài triệu năm đến khi các vụ nổ siêu tân tinh và gió sao cường độ lớn đẩy khí vào đó để tạo nên các đám khí bao quanh như ở chòm sao Tua Rua.
Có thể quan sát thấy vùng H II tại những vị trí xa trong vũ trụ, việc nghiên cứu nó trong các thiên hà cho phép xác định khoảng cách và thành phần hóa học của thiên hà.
Vùng H II được tìm thấy rất nhiều ở các thiên hà xoắn ốc và thiên hà dị thường, trong khi hầu như không xuất hiện ở thiên hà elip. Trong các thiên hà xoắn ốc, bao gồm Ngân Hà, các vùng này tập trung tại các nhánh xoắn ốc, trong khi ở các thiên hà dị thường chúng lại phân bố một cách hỗn độn. Một vài thiên hà chứa những vùng H II khổng lồ, với hàng chục nghìn ngôi sao bên trong. Ví dụ như vùng 30 Doradus trong Đám Mây Magellan Lớn và NGC 604 trong thiên hà Tam Giác.

## Các quan sát

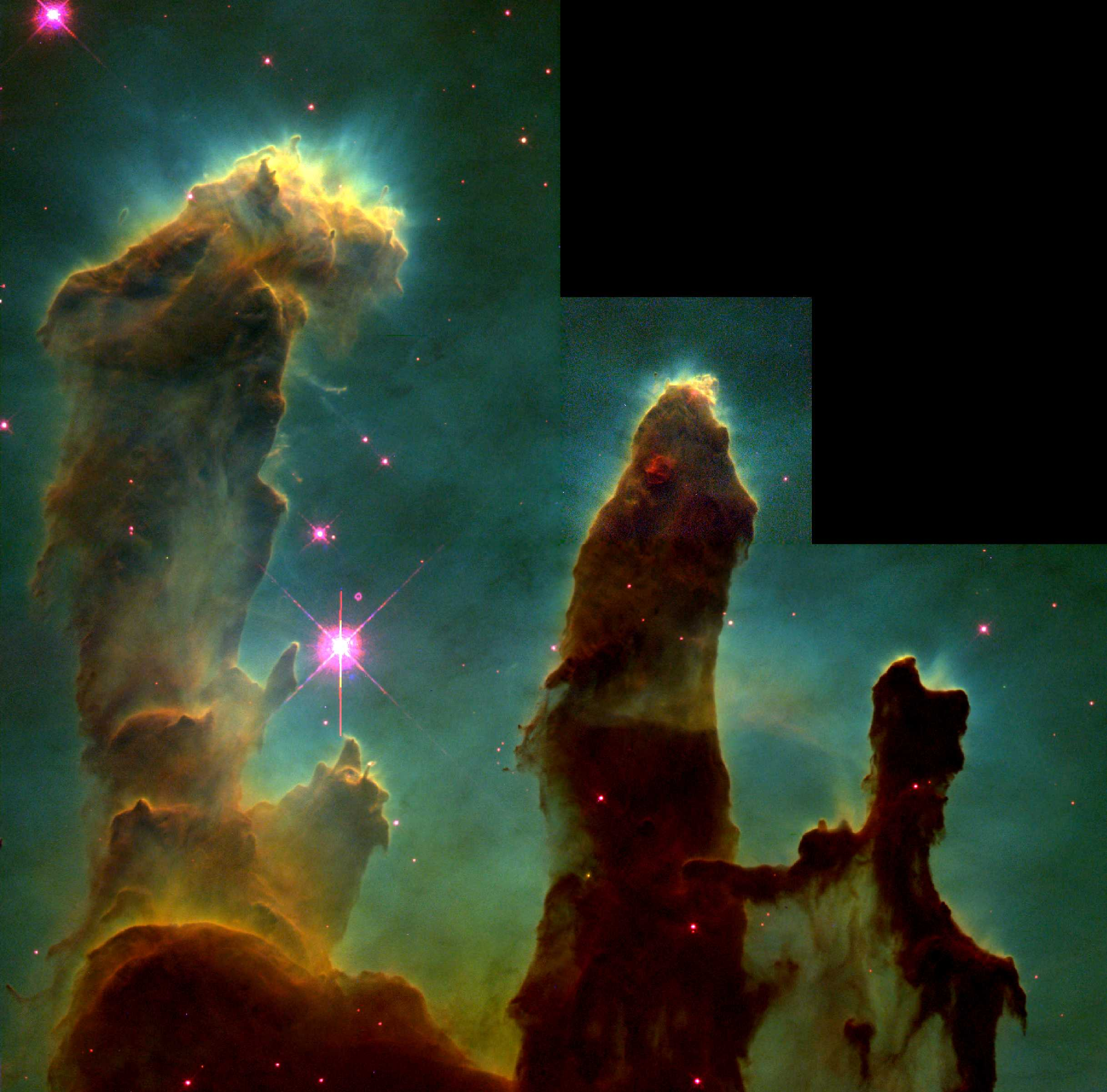
Các vùng hình thành sao tối trong tinh vân Đại Bàng

Có thể nhìn thấy bằng mắt thường một vài vùng II sáng nhất. Tuy nhiên, dường như chưa có tinh vân nào được chú ý đến trước khi kính viễn vọng ra đời vào đầu thế kỷ 17. Thậm chí Galileo cũng không chú ý đến tinh vân Lạp Hộ khi lần đầu tiên ông quan sát cụm sao mở trong nó (trước đó Johann Bayer coi nó là một ngôi sao, θ Orionis). Nhà thiên văn người Pháp Nicolas-Claude Fabri de Peiresc là người đầu tiên nhận ra tinh vân này năm 1610. Từ đó những quan sát ban đầu đã khám phá ra nhiều vùng H II trong Ngân Hà và các thiên hà khác.
William Herschel thực hiện quan sát tinh vân Lạp Hộ năm 1774, và ông miêu tả nó "là một dạng khói mù vô định hình, chứa vật liệu hỗn độn cho các mặt trời tương lai". Việc xác nhận giả thuyết này phải đợi khoảng một trăm năm sau, khi William Huggins (cùng với sự hỗ trợ của vợ ông Mary Huggins) dùng phổ kế để quan sát rất nhiều loại tinh vân khác nhau. Một vài thiên thể, như tinh vân Andromeda, có phổ khá giống với của các ngôi sao, điều này cho thấy các thiên hà chứa hàng trăm triệu ngôi sao (vì lúc đó người ta chưa biết tinh vân Andromeda là một thiên hà). Nhưng những quan sát khác mang lại nhữưng điều ngạc nhiên. Thay vì một dải liên tục các vạch hấp thụ mạnh xếp chồng, tinh vân Lạp Hộ và nhiều thiên thể tương tự khác có phổ chỉ với một vài vạch bức xạ. Bước sóng sáng nhất của những thiên thể này là 500,7 nm, mà không tương ứng với bất kì vạch của một nguyên tố hóa học nào từng được biết ở thời đó. Giải thích ban đầu về điều này khi nhiều người cho rằng do sự xuất hiện của một nguyên tố mới, với tên gọi "Nebulim"-một ý tưởng tương tự đã dẫn đến sự phát hiện ra heli nhờ việc phân tích phổ của Mặt Trời năm 1868.

Tinh vân Lạp Hộ

Tuy nhiên, heli đã được tìm thấy trên Trái Đất ngay sau khi nó được phát hiện có trong Mặt Trời, trong khi Nebulium thì không. Vào đầu thế kỉ 20, Henry Norris Russell đưa ra ý tưởng mới trong đó vạch tại bước sóng 500,7 nm có thể là của một nguyên tố đã được biết đến nhưng nằm trong một trạng thái hoặc điều kiện khác.
Trong thập niên 1920, các nhà vật lý chỉ ra rằng các khí có mật độ cực kì thấp, phần lớn các electron có thể ở mức năng lượng kích thích bán ổn định (metastable) trong các nguyên tử và ion, và khi mật độ tập trung của các nguyên tử và ion tăng lên thì trạng thái kích thích này bị phá hủy do va chạm giữa các nguyên tử hay ion. Electron dịch chuyển từ các mức này trong ion kép oxy O2+ (hay [O III]) làm xuất hiện vạch 500,7 nm. Những vạch phổ này, mà chỉ quan sát được trong môi trường khí có mật độ cực kì thấp, gọi là các vạch cấm. Các quan sát phổ cho thấy các tinh vân hành tinh chứa khí [O III] có mật độ rất thấp.
Trong thế kỉ 20, các nhà thiên văn cũng nhận thấy vùng H II thường chứa các ngôi sao nóng, sáng (sao loại OB). Những ngôi sao này có khối lượng lớn hơn Mặt Trời rất nhiều lần, và độ tuổi rất ngắn với tổng thời gian sống của các ngôi sao chỉ vài triệu năm (so với tuổi của các ngôi sao như Mặt Trời vài tỷ năm). Từ đó họ kết luận rằng các vùng H II phải là những vùng có các ngôi sao mới đang hình thành. Theo chu kỳ vài triệu năm, một cụm sao sẽ được hình thành trong vùng H II, trước khi áp suất bức xạ từ các ngôi sao trẻ nóng khiến cho tinh vân dần biến mất. Cụm sao Tua Rua là một ví dụ của một cụm sao trẻ đã thổi bay vùng H II từ khi nó hình thành và chỉ còn lại dấu vết của tinh vân phản xạ.

## Nguồn gốc và tiến hóa

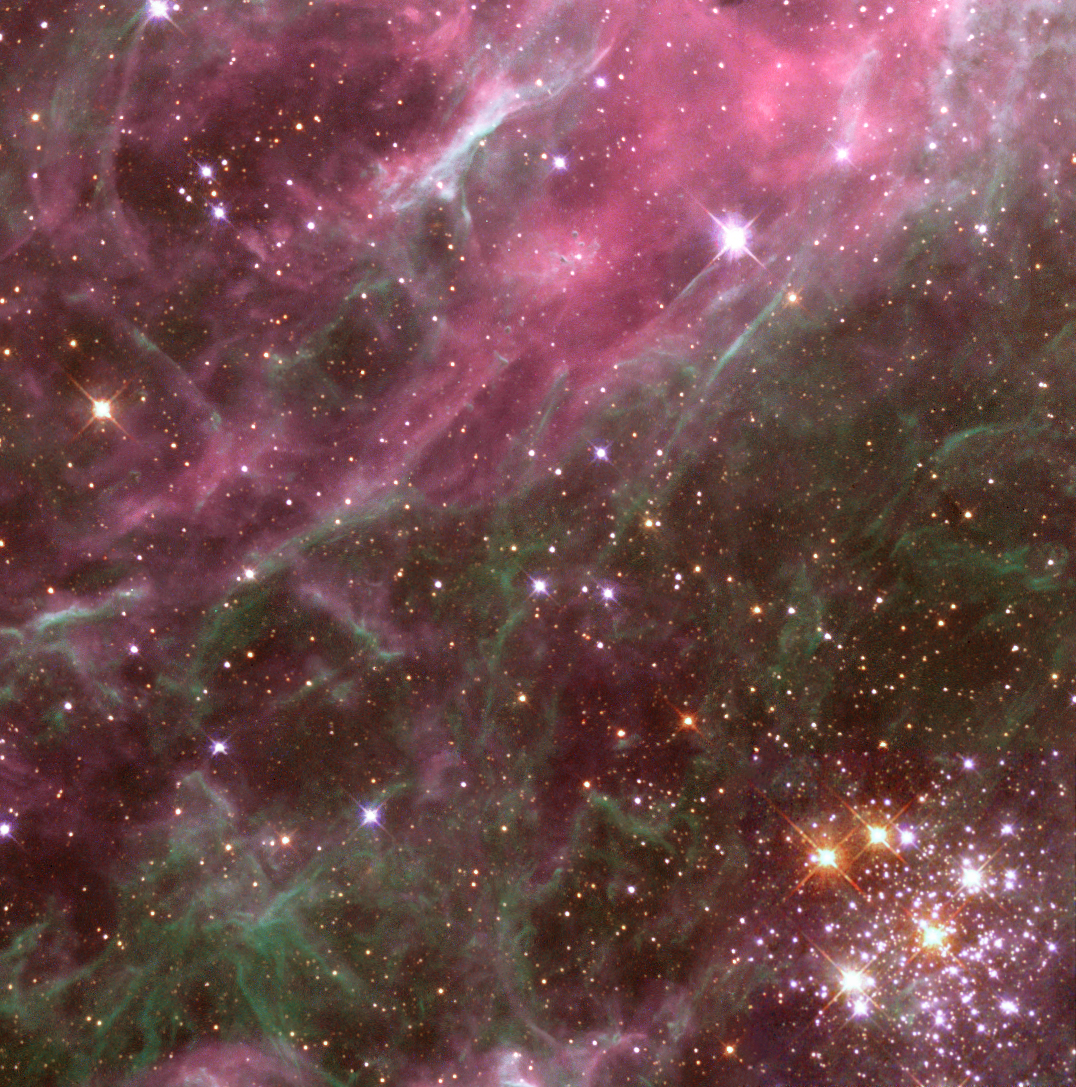
Một vùng nhỏ của tinh vân Nhện Đen, một vùng H II khổng lồ trong Đám mây Magellan lớn

## Sự phá hủy của nhà máy sản sinh sao

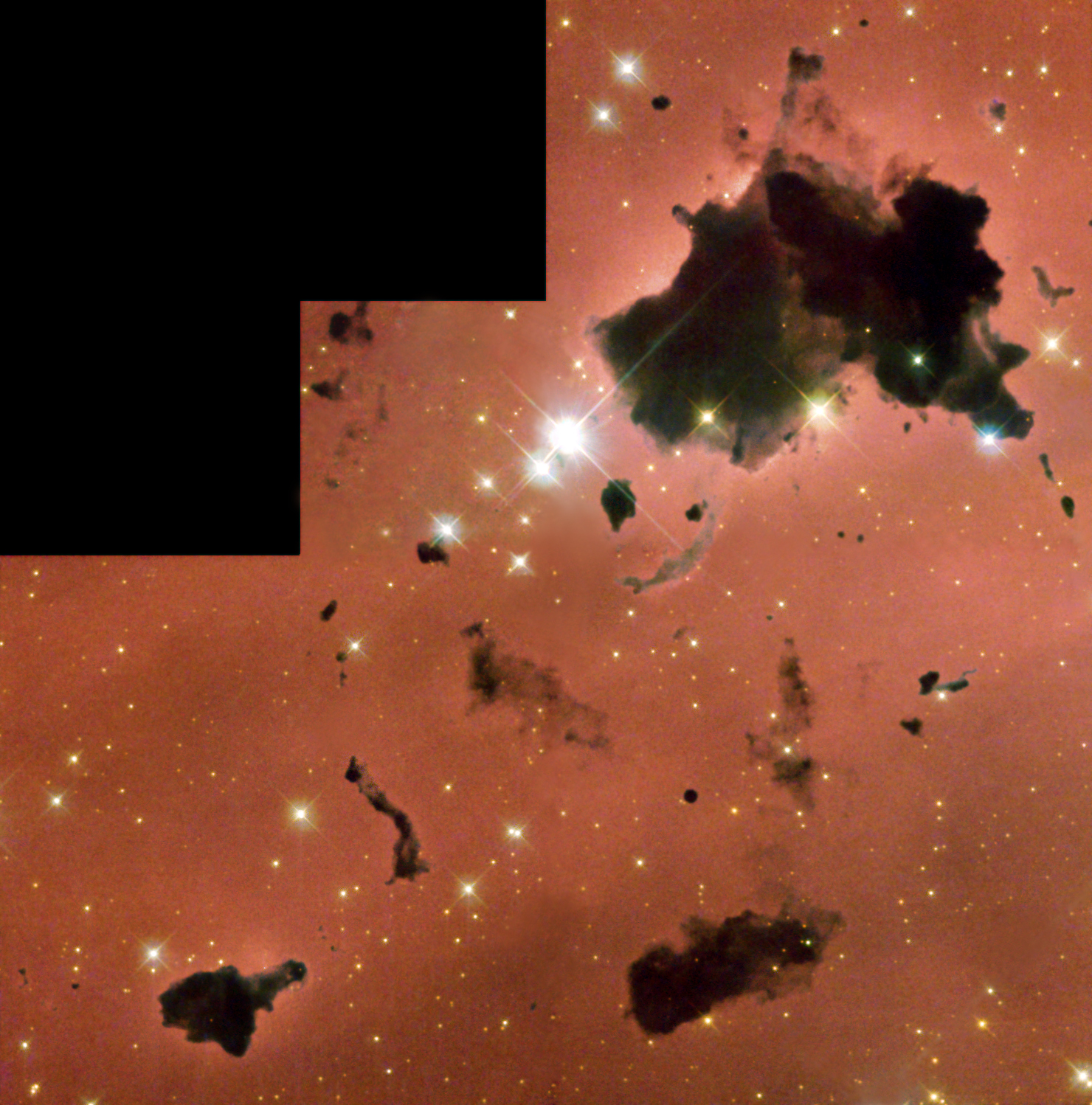
Các khối cầu Bok trong vùng H II IC 2944.

### Số lượng và sự phân bố

Các dải đỏ của vùng H II phác họa các nhánh của thiên hà Xoáy Nước

## Những vùng H II nổi bật

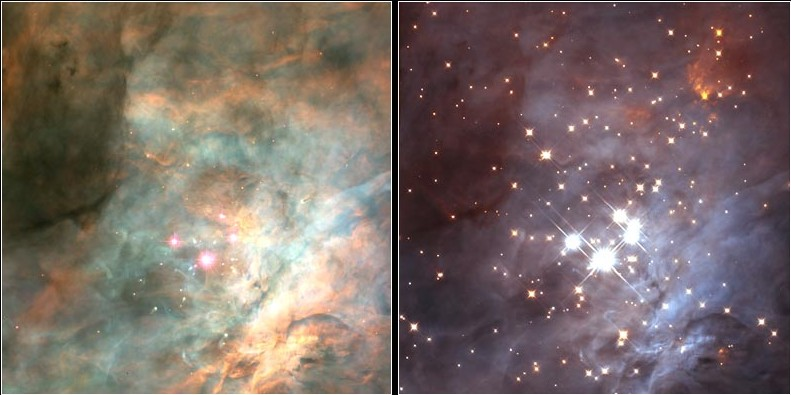
Bức ảnh qua bước sóng khả kiến (trái) chụp các đám mây khí và bụi trong tinh vân Lạp Hộ; bức ảnh hồng ngoại (phải) lộ rõ các ngôi sao bên trong tinh vân.

## Những vấn đề hiện tại

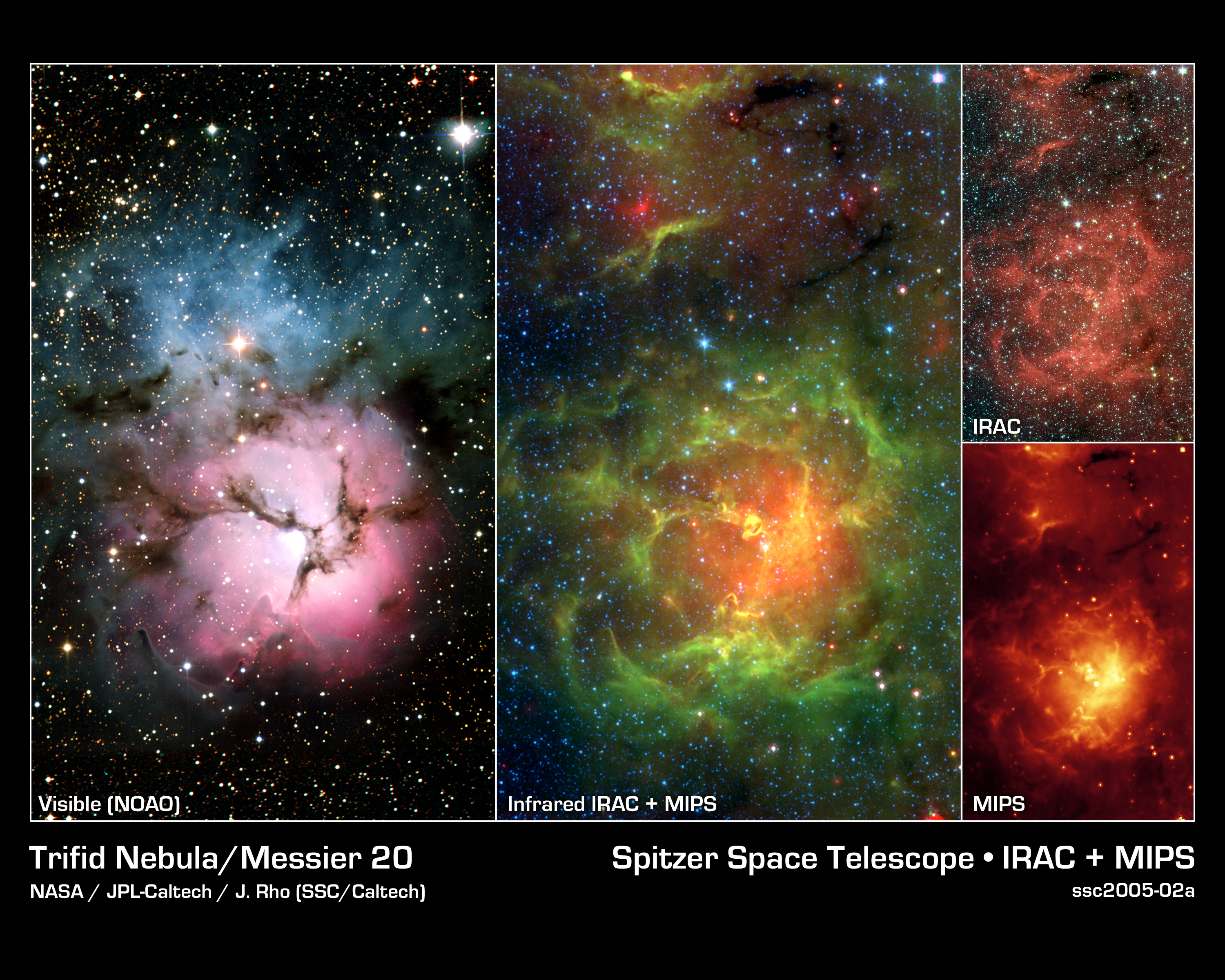
Tinh vân Trifid dưới các bước sóng khác nhau.